# Spirostreptus rolini
Spirostreptus rolini är en mångfotingart som först beskrevs av Filippo Silvestri 1897.  Spirostreptus rolini ingår i släktet Spirostreptus och familjen Spirostreptidae. Inga underarter finns listade i Catalogue of Life.